# Reformierte Kirche Ehrendingen

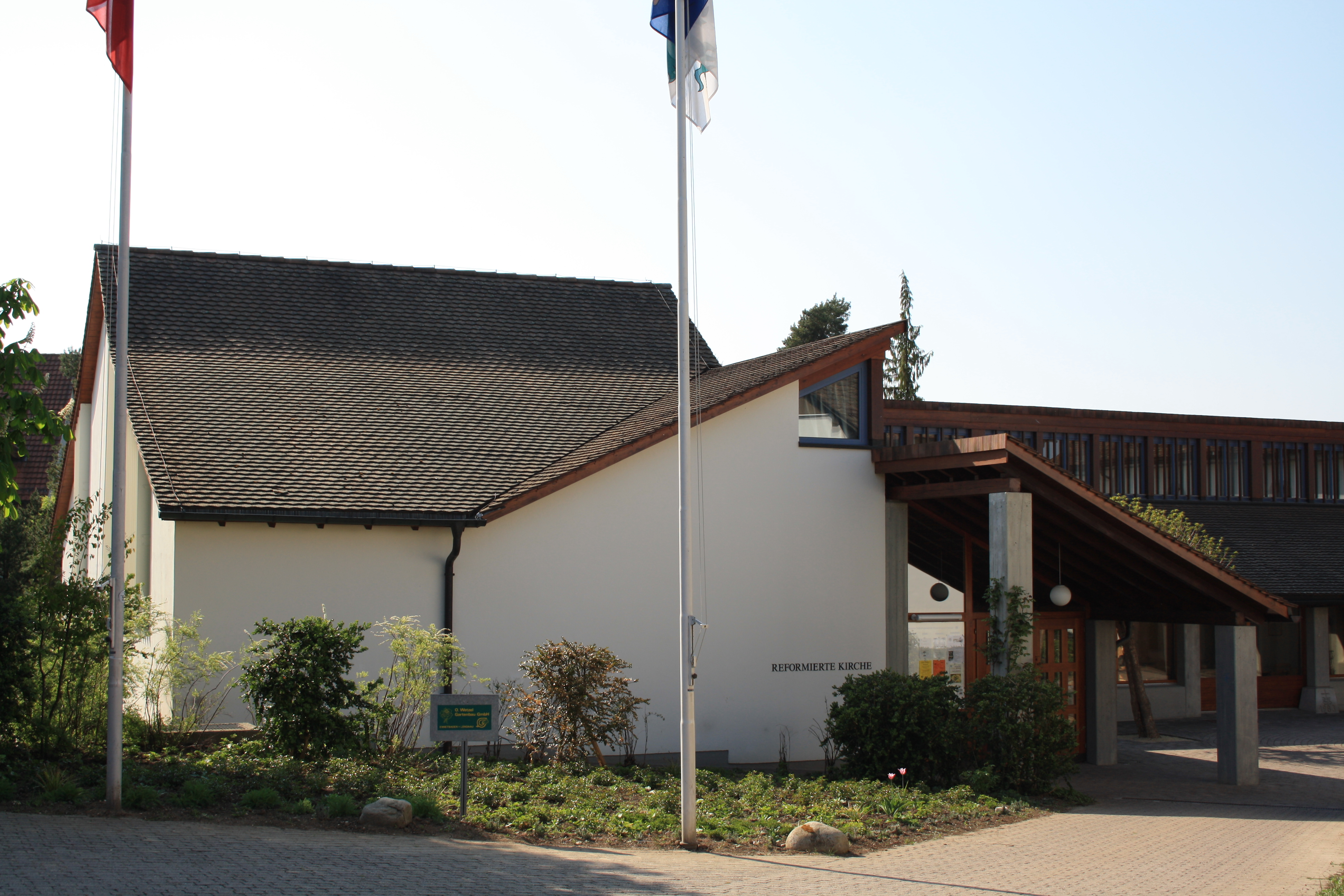
Reformierte Kirche Ehrendingen

Die reformierte Kirche Ehrendingen ist die reformierte Dorfkirche in der Gemeinde Ehrendingen im Schweizer Kanton Aargau. Sie wurde 1984 eingeweiht und gehört der reformierten Kirchgemeinde Baden.

## Geschichte
Bis zu Beginn des 20. Jahrhunderts waren Unter-, Oberehrendingen und Freienwil vollständig katholisch geprägt. So lebte beispielsweise im Jahre 1921 ein einziger Reformierter in Unterehrendingen. Erst durch die Zuwanderung ab den 1960er Jahren wuchs die Zahl der Reformierten stark an. Die Gläubigen, die heute zur Teilkirchgemeinde Ehrendingen-Freienwil der Kirchgemeinde Baden gehören, feierten die Gottesdienste zunächst in der Stube der ersten reformierten Lehrerin, dann im Alten Gemeindehaus in Oberehrendingen und schliesslich in der katholischen Kapelle in Unterehrendingen. Ab Mitte der 1970er Jahre wurden Pläne für ein ökumenisches Zentrum entwickelt, zu dem 1983 der Grundstein gelegt wurde. Dabei sind neben der katholischen Dorfkirche ökumenisch genutzte Gemeinderäume entstanden, an die gleichzeitig die reformierte Kirche angebaut wurde. Die Kirche und das ökumenische Zentrum wurde 1984 eingeweiht und erhielt 2009 eine Orgel von Kuhn mit 10 Registern.